# Лолланн (коммуна)
Лолланн (дат. Lolland Kommune) — датская коммуна в составе области Зеландия. Площадь — 891,92 км², что составляет 2,07 % от площади Дании без Гренландии и Фарерских островов. Численность населения на 1 января 2008 года — 48219 чел. (мужчины — 24202, женщины — 24017; иностранные граждане — 1894).
В 1991—2016 годах в коммуне работала ветроэлектростанция Виндеби.

## История
Коммуна была образована в 2007 году из следующих коммун:
- Холебю (Holeby)
- Хёйребю (Højreby)
- Марибо (Maribo)
- Рёдбю (Rødby)
- Наксков (Nakskov)
- Рудбьерг (Rudbjerg)
- Раунсборг (Ravnsborg)

## Изображения

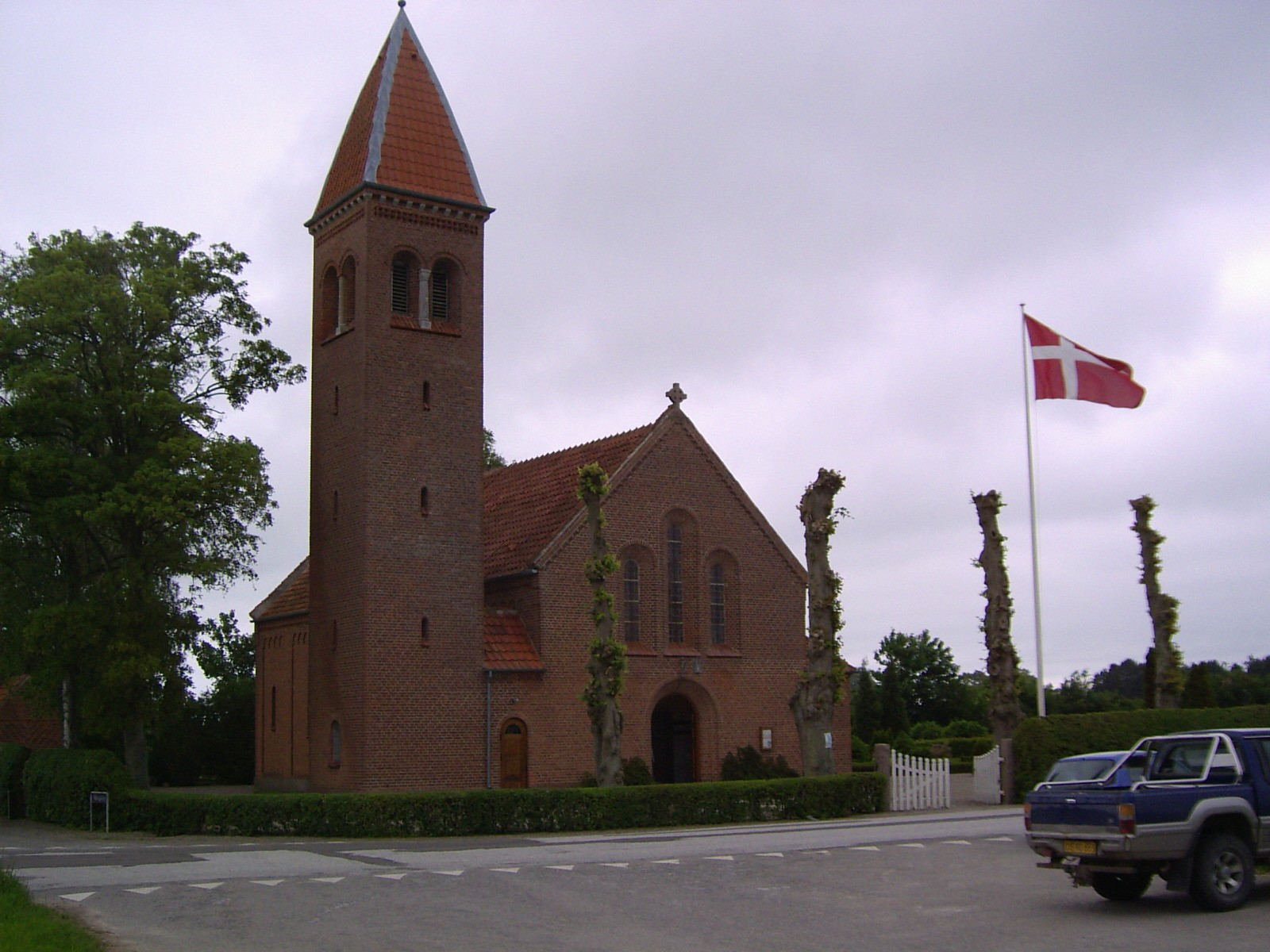

## Железнодорожные станции
- Аунеде (Avnede)
- Марибо (Maribo)
- Наксков (Nakskov)
- Рёдбю Ферге (Rødby Færge)
- Рюде (Ryde)
- Сёллестед (Søllested)